# You're Gonna Get It!
| Recensione              | Giudizio    |
| ----------------------- | ----------- |
| AllMusic                | [ 1 ]       |
| Robert Christgau        | B           |
| Sputnikmusic            | 3.5 (Great) |
| Piero Scaruffi          | [ 4 ]       |
| Ondarock                | [ 5 ]       |
| Dizionario del Pop-Rock | [ 6 ]       |
| 24.000 dischi           | [ 7 ]       |

You're Gonna Get It! è il secondo album di Tom Petty and the Heartbreakers, pubblicato nel maggio 1978 per l'etichetta Shelter.
L'album raggiunse la posizione numero 23  nella classifica Billboard's Top LP's & Tapes nel 1978 e permise al gruppo di conquistare il loro primo disco d'oro.

## Tracce
Brani composti da Tom Petty, eccetto dove indicato.
Lato A
1. When the Time Comes – 2:48
2. You're Gonna Get It – 2:57
3. Hurt – 3:17 (Tom Petty, Mike Campbell)
4. Magnolia – 2:59
5. Too Much Ain't Enough – 2:46

Lato B
1. I Need to Know – 2:23
2. Listen to Her Heart – 3:01
3. No Second Thoughts – 2:38
4. Restless – 3:22
5. Baby's a Rock 'n' Roller – 2:54 (Tom Petty, Mike Campbell)

## Formazione
- Tom Petty - voce, chitarra elettrica, pianoforte, chitarra acustica, chitarra 12 corde
- Mike Campbell - chitarra elettrica, chitarra acustica, chitarra 12 corde
- Benmont Tench - pianoforte, organo Hammond, cori, tastiera
- Ron Blair - basso, cori, chitarra acustica
- Stan Lynch - batteria, cori

Musicisti aggiunti
- Noah Shark - percussioni, maracas
- Phil Seymour - voce aggiuntiva in Magnolia

Note aggiuntive
- Denny Cordell, Noah Shark e Tom Petty - produttore
- Registrato e mixato al The Shelter Studios di Hollywood, California
- Noah Shark - ingegnere del suono
- Max Reese - ingegnere del suono
- Kosh - design album
- David Alexander - fotografia copertina album

Ringraziamenti:
- Alan "Bugs" Weidel
- Gennaro Rippo
- Jim Lenahan
- Maureen Nemeth
- Tony Dimitriades
- Jon Scott